# ОШ „Вожд Карађорђе” Ниш
Основна школа „Вожд Карађорђе”  једна од три најстарије основне школе у Нишу. Основана je 5. новембра 1889. године. Своју образовно-васпитну делатност започела је једанаест година након ослобођења Ниша од Турака (11. јануара 1878), када је требало отклонити негативно наслеђе из турског периода и ухватити корак са савременим токовима културе и просвете. Најпре у једно спратној грађевини, која је пред почетак Другог светског рата надзидана, у ондашњој улици Стамбол капија, данас улици Вождовој, школа ради, са прекидима од неколико месеци до неколико година у време Првог и Другог светског рата, поплаве из 1948. и НАТО агресије на СРЈ, више од 120 година. Више пута школа је мењала назив, а данашњи је добила по знаменитом српском војсковођи Карађорђу Петровићу, Вожду, средином шездесетих година 20. века.

## Називи школе
Мушка основна школа на Стамбол капији (1889—) • Школа у Пиротској улици • Школа у Вождовој улици (—1934) • Државна народна школа „Вожд Карађорђе“ (1934—1949) • Прва седмољетка (1949—1951) • Основна школа „Вожд Карађорђе“ (~1955—)

## Историја
Борбе за ослобођење Ниша од Турака Кнежевина Србија је отпочела 29. децембра 1877. Кнез Милан Обреновић је ушао у Ниш 11. јануара 1878. Чланом 3 Санстефанског споразума Ниш је припојен Кнежевини Србији. У периоду од ослобођења до Мајског преврата Ниш је често називан Друга престоница Србије.
Ниш је после ослобођења постао погранични гарнизон, а након повлачења Турака и њихових школованих људи, остао је и без привреде, ваљане здравствене заштите, школских, културних и других установа. Почетком 1878. у Нишу је живело 12.801 становника. У граду је било јако мало високо школованих људи међу Србима, о чему говоре чињенице да је: „при првом попису непосредно након ослобођења Ниш имао 1.915 писмених мушкараца и 73 писмене жене, односно 15 посто пописаног становништва“. Велики број необразованих захтевао је хитно отварање школа описмењавање становништва и стварање образованог кадра, како би се из мртвила покренуле и оживеле све наведене делатности у Нишу и околини..
Одмах по ослобођењу у хигијенском погледу у граду је била стравична слика. Куће су углавном биле неусловне за становање, као и затечене основне школе (уништен инвентар, недостатак средстава за наставу књига и других учила), улице узане, прљаве као и дворишта у која се изливала отпадна вода. У двориштима се слободно чувала стока а водоснабдевање и уклањање отпадака било је нерешено, те су због велике близине загађивача и бунара биле честе епидемије цревних заразних болести.Туберкулоза, трбушни тифус, дизентерија, маларија и полне болести харале су градом због непостојања здравственог васпитањаи школованих лекара и другог здравственог особља за правовремено лечење оболелих. Градом је владала велика смртност њених грађана, што је захтевало хитно оснивање болнице, и за ту намену школовање кадре.
Према подацима о социјалној структури, наставом у основним школама Ниша највише су била обухваћена деца из богатијих слојева друштва; деца трговаца, занатлија и чиновника. После рата велика оскудица је била и у школском простору, и трајала је и велики број година и после ослобођења. Једина општинска зграда, наменски грађена за школу била је она из турског период код Саборног храма, а у тој школи одмах после ослобођења (школске 1877/78) било је 4 одељења, 4 учитеља и 312. ђака.
Ослобађањем Ниша од Турака и уласком у град српска војска грађанима Ниша није донела само слободу већ и привредни просветни и културни препород. Са њом у Ниш пристижу и први школовани људи који покрећу активност за оснивање школа, међу њима и Мушке основне школе на Стамбол капији (1889—).
На oснoву анализe уџбeника за oснoвну шкoлу, до ослобођења Ниша од Османлија уџбeници, који су коришћену у васпитавању ђака и учили су их у страху и љубави прeма Бoгу, каo врхoвнoм мoралнoм аутoритeту. Крoз пoучнe причe, пoслoвицe и пeсмe, каo и oписивањeм карактeристичних примeра, мoдeла за дoбрo пoнашањe, уџбeници за oснoвну шкoлу су и садржајнo и циљнo прojeктoвали рeлигиoзнe врeднoсти. Цеелокупни садржаји уџбеника у том периоду развијани су у духу oснoва вeрскoг мoрала.
Након ослобошења од Османлија и даље су у уџбеницима Кнежевине Србије задржани библијски савeти и хришћански пoглeд на свeт, а пoстулати oд којих су пoлазили сви тадашњи уџбeници, нудили су им мoрална начeла у oднoсу прeма ближњима, прeдставницима власти и држави и у oднoсу прeма раду.

### Школа у 19. веку
Давање мандата за састав Владе Милану Пироћанцу (1880—1883), од стране краља Милана, значајно је утицало на даљи развој школства. Пироћанац је одмах око себе „окупио“ личности, које су већ биле доказане у јавном и научном животу Краљевине Србије. Међу првим корацима његове Владе било је Увођење обавезног школовања за сву децу, што је и остварено доношењем Закона о обавезном основном образовању 11. јануара 1883. године, готово у исто време као и у много развијенијим државама као што су биле Француска и Енглеска (1878—1882). Прави ефекат модернизације школства у Србији, које је започела ова влада уочавају се када се пореде подаци за период 1885—1891. Тако је по истеку петогодишњег периода у школској 1890/91. години број основних школа знатно повећан и износио је 767 (704 мушких и 63 женске).
Међу школама насталим у овоме период била је Мушка основна школа „Стамбола капија“ у Нишу, која је по нарерђењу Министарства просвете основана у новоизграђеној, наменски грађеној једноспратној општинској згради од тврдог материјала у улици Стамбол капија (по којој је школа и добила први назив) на простору уништеног старог турског гробља, непосредно до Ислахане (бивше турске занатске школе), 5. новембра 1889. године. Она је имала 11 великих учионица, две канцеларије и једну собу за служитеље школе.
| „ | Према извештају из 1896. школа је имала велике светле учионице са обојеним подом од дасак, сликама; Краља, Вука Караџића и Љубе Ненадовића и клупама-скамлијама с наслоном за четири до шест ученика. | ” |

Школа је, са 11 одељења, значајно растеретила Мушку школу код Саборне цркве и прикупила ученике из оронулих приватних кућа (кућа Сотировића, Чохаџића, приватне куће „код конака“ и других)
Према Наставном плану и програму за основне школе од 20. септембра 1899. године у школи су извођени следећи предмети:
| Р.бр. | П р е д м е т и                             | I разред | II разред | III разред | IV разред |
| ----- | ------------------------------------------- | -------- | --------- | ---------- | --------- |
| 1.    | Наука хришћанска                            | 2        | 2         | 2          | 2         |
| 2.    | Српски језик са словенским читањем          | 8        | 8         | 6          | 6         |
| 3.    | Земљопис са српском историјом               | -        | -         | 3          | 4         |
| 4.    | Рачуница с геометријским облицима           | 4        | 4         | 4          | 4         |
| 5.    | Познавање природе са пољ./Поука за домаћице | -        | -         | 3          | 3         |
| 6.    | Цртање и лепо писање                        | 2        | 2         | 2          | 2         |
| 7.    | Ручни рад                                   | 2        | 2         | 2          | 2         |
| 8.    | Певање                                      | 2        | 2         | 2          | 2         |
| 9.    | Гимнастика и дечије игре                    | 2        | 2         | 2          | 2         |

Међу првим најбољим учитељима, који су у овој школи радили, били су: Јаков Големовић, Милован Слепчевић, Велимир Павловић, Никола Соколовић.

### Школа у 20. веку
Србија је почетком 20. столећа прошла кроз тешка искушења: промену на престолу, завереничко питање, Царински рат (1906–1911), Анексиону кризу (1908–1909), Балканске ратове и Први Промене на српском престолу најчешће су извршаване насилним путем: кнез Милош присиљен је на абдикацију и напуштање земље (1839); кнез Михаило је протеран (1842) и убијен (1868); кнез Александар Карађорђевић је протеран (1858); краљ Александар и краљица Драга су убијени (1903).
Од 1902. године у школској згради ове школе радила је и Женска школа. Уочи Првог светског рата у школи је у посебним учионицама било 11 одељења са укупно 530 ученика, Мушке и Женске основне школе.

#### Школа у току Првог светског рата
Чланом један тајног уговора између Немачке и Бугарске, у Првом светском рату, предвиђено је да Централне силе, у случају победе, уступе делове територије Србије источно од реке Мораве почев од ушћа у Дунав, па све до Скопске Црне Горе и Качаника, јужно. Тако је одмах по паду Ниша Бугарска војска окупирала град.
У првој години бугарске окупације Ниша, бугарске власти су настојале да сазнају више о расположењу у граду и држању учитеља и другог школског особља. Грађанима и лицима која су напустила Ниш пре доласка окупационих власти, Бугари су одузели имања и куће, што је довело до застрашивања и осиромашења многих угледних нишких породица. Средином новембра 1915. године, почеле су депортације учитеља, правника, чиновника, трговцима, заробљених официра, који су у великом броју побијени у близини Беле Паланке. Што је олакшало властима увођење бугарског језика и уџбеника у школе.
| „ | Учитељи који су доведени из Бугарске деловали су у складу са политиком министарства да се становништво у окупираним територијама Србије третира као бугарско. Као резултат тога, „приликом отварања бугарских школа у Нишу", извесни Чапраников „држао је говор да деца која су била под Србима нису Срби, већ Бугари и да имају постати добри Бугари. | ” |

Бугарски језик је уведен у школу и њену администрацију, па је и његова употреба постала обавезна за све ученике. До 15. фебруара 1916. године из школе су биле уклоњене све књиге и уџбеници на српском језику. У настави се искључиво употребљавао бугарски језик, а похађање наставе било је обавезно за сву децу. Применом примерених казни родитељи су били приморани да децу шаљу у школу. У лето 1916. одржани су јавни испити, ученици су показали напредак у познавању бугарског језика, али су родитељи одбијали да присуствују на школским прославама.
Наставни план и програм је био мали, а осећао се и недостатак наставника, већину њих су чиниле жене, па се све сводило на то да се деца држе под надзоро, уче бугарски језик и шири бугарска национална пропаганда. Због недостатка простора дечаци и девојчице похађали су иста одељења.

#### Школа између два светска рата
Ослобођење Ниша после Првог светског рата, затекло је школу потпуно запуштену, осиромашену, без учила и инвентара, какву су је за собом оставили Бугарски окупаторски војници, након повлачења из Ниша. По завршетку окупације Основна школа „Вожд Карађорђе“ била је међу првим школама која је са радом почела на јесен 1919, иакао са јако лошим инвентаром, који се према извештају школског надзорника сводио: на таблу, рачунаљаку, земљописну карту Југославије, као и на наставна средства који су наставници сами направили.
Око 50% становништва ниша било је неписмено, а око 50% који су наставили основну школу више година нису редовно похађали наставу. Школеске 1919/20, ова школа је била једна од три мушке основне школе у граду (којих је укупно било шест, три мушке и три женске). Основна школа Вожд Карађорђе се налазила на истој локацији у Вождовој улици, на којој је и изграђена у 19. веку, у једној од две тада постојеће школске општинске зграде у Нишу, све до 1927. године.
У основној школи „Вожд Карађорђе“, с краја 1920. године, неколико месеци наставу је изводила и суседна Српска Краљевска гимназија у Нишу, када је 5. септембра 1920. дошло је до пожара, у коме је изгорело све осим зидова, гимназије.
Све већи прилив ђака двадесетих и тридесетих година (који је приказан на доњој табели) наметну је потребу доградње ове школе.
| Број одељења и ђака по годинама у Основној школи Вожд Карађорђе у Нишу за период од 1925. до 1938. |          |          |          |          |
| Школеске године                                                                                    | 1925/226 | 1928/29  | 1930/31  | 1937/38  |
| Укупно одељења (ђака)                                                                              | 7 (267)  | 12 (582) | 12 (680) | 20 (821) |

Тако је школска зграда 1936/37 година, надзидана за још један спрат и добила фискултурну салу, која је коришћена и за потребе Соколског друштва. Број учионица се тако повећао за дупло (на 22).
Према закону о народним школама из 1929. године, који се уз мање измене примењивао све до Другог светског рата, школа је у свом саставу имала;
- Основну школу у трајању од четири године са почетком школовања за добро развијену децу од шест година, а за осталу од седам година,
- Забавиште за децу од четири до шест година, које је отворено 1928/29.
- Вишу народну школу од четири године (од 1934/35) у коју су ишла деце уколико нису наставила да уче неку средњу стручну школу.
- Помоћно дефектолошко одељење за ментално неразвијену децу (од 1936/37)., под руководством дефектолога Будимира Илића.

Насатава се у школи од 1925/26 школске године изводила по Привременом плану и програму, да би се од 1933. изводила по овом устаљеном програму часова, све до Другог светског рата:
| Р.бр. | П р е д м е т и                      | I разред | II разред | III разред | IV разред |
| ----- | ------------------------------------ | -------- | --------- | ---------- | --------- |
| 1.    | Наука о вери са моралним наукама     | 1        | 1         | 2          | 2         |
| 2.    | Народни језик                        | 10       | 9         | 6          | 5         |
| 3.    | Историја                             | -        | -         | 1          | 3         |
| 4.    | Рачун са основима геометрије         | 5        | 5         | 4          | 4         |
| 5.    | Познавање природе и поука о здрављу  | -        | -         | 3          | 3         |
| 6.    | Цртање                               | -        | 1         | 1          | 1         |
| 7.    | Певање                               | 2/2      | 2/2       | 1          | 1         |
| 8.    | Телесно вежбање по соколском систему | 4/2      | 4/2       | 2          | 1         |
| 9.    | Земљопис                             | -        | -         | 2          | 3         |
| 10.   | Лепо писање                          | -        | 1         | 1          | 1         |
| 11.   | Практична привредна знања и умења    | -        | -         | 3          | 3         |

Школа према овом закону имала је и добру збирку учила и библиотеку за наставнике и ученике. Књижница наставника имала је од 80 до 230 књига, а ученичка библиотека и до 300 књига, које су ученицима издаване четвртком и суботом. Школа је била претплаћена и на часописе „Учитељ“ и „Народни просветитељ“, а ученици су добровољно примали „Југословенче“, „Зорицу“, „Младог задругара“, „Јадранску стражу“, „Подмладак Црвеног крста“. Школа је имала и школску радионицу (картонажу и дрворез).
У школи је постојала и организација Црвеног крста, са традицијом из 19. века, која је водила бригу о одећи и обући сиромашних ученика, о раду школске кухиње, хигијени ученика, и снабдевању школске радионице материјалом и ручним алатом за рад.
У вечерњим часовима и празником, када школа није радила, зграду су користиле и неке стручне занатске школе.

#### Школа у току Другог светског рата
Као продужена рука окупатора 30. априла 1941. формирана је српска квислиншка управа под називом Савет комесара. Једно од најважнијих поља на којима је деловала српска квислиншка управа у току Другог светског рата била је просвета.
Убрзо после успостављања српске управе почеле су организационе припреме за стварање новог концепта образовања и школовања, од основног до највишег. Просветна политика била је једно од средстава за остваривање циљева окупатора на немачком окупационом подручју у Србији. У томе су посебно важну улогу имале основне школа и уџбеници историје.
Када је реч о основним школама, по овом концепту обавезно основно образовање трајало је четири године уз две године више народне школе. Тиме је окупатор фактички напустио концепт обавезног осмогодишњег школовања који је устројен у Краљевини Југославији 1929.
Иако је наредбом главнокомандујућег немачких оружаних снага већ априла 1941. одређено да школа настави са радом, због ванредних прилика и њиховог делимичног заузимања од окупационих снага, настава се споро обнављала, или се у појединим месецима није изводила. Ипак, од јесени школске 1941/42. школа је почела да ради.
Велики проблем у школи је био недостатак наставног кадра јер се један део просветних радника налазило у заробљеничким логорима, а други је уклоњен из школе на основу Уредбе о уклањању национално непоузданих службеника из јавне службе, коју је донела комесарска управа 6. јула 1941. Међутим, тај недостатак је брзо надокнађен великим приливом избеглица међу којима је било на хиљаде просветних радника. У Министарству просвете је 16. августа 1941. извршен привремен размештај преко 3.000 учитеља-избеглица, тако да је констатовано да у основној школи „Вожд Карађорђе“ више није било празних учитељских места.
| Број ученика и одељења у Основној школи Вожд Карађорђе у Нишу за школску 1942/43. |                                 |                                 |                          |                       |
| Укупно ученика                                                                    | Број одељења ниже основне школе | Број одељења више народне школе | Број одељења у забавишту | Број помоћних одељења |
| 720                                                                               | 21                              | 1                               | 2                        | 1                     |

Нови наставни план и програм за основне школе српска квислиншка управа прихватила је на 45. састанку Просветног одбора одржаном 29. децембра 1942. Министар просвете и вера Јонић је својом одлуком од 30. јануара 1943. прописао важење новог наставног плана и програма (приказаног на доњој табели) од почетка школске 1943/1944. године.
| Р.бр. | П р е д м е т и                 | I разред | II разред | III разред | IV разред |
| ----- | ------------------------------- | -------- | --------- | ---------- | --------- |
| 1.    | Наука о вери с моралним поукама | 1        | 1         | 2          | 2         |
| 2.    | Српски језик                    | 11       | 11        | 7          | 7         |
| 3.    | Отаџбина и њена прошлост        | -        | -         | 4          | 6         |
| 4.    | Природа и човеков рад           | -        | -         | 5          | 5         |
| 5.    | Рачун и геометрија              | 5        | 5         | 4          | 4         |
| 6.    | Певање                          | 1        | 1         | 2          | 2         |
| 7.    | Телесне вежбе и дечје игре      | 2        | 2         | 2          | 2         |
|       | Свега часова                    | 20       | 20        | 26         | 28        |

### Школа до краја 20. века
Ослобођење Ниша, након Другог светског рата, затекло је школу потпуно запуштену, осиромашену, без учила и инвентара, какву су је за собом оставили окупаторски војници. Од 17 школа колико је по завршетку окупације било у Нишу, она је била прва школа која је са радом почела у првој половини новембра 1944. године.
У периоду од 1944. до 1947. настава у школи извођена је у 11 учионица преко целог дана, а у три учионице само пре подне. У 25 одељења са 1.084 ученика, наставу је изводило 29 наставника. Иако је школа тих послератних година кадровски била попуњена наставним особљем, квалитет рад у школи је био недовољан, као и дисциплина, па је по томе школа била међу најслабијима у Нишу. Део наставника био је лошег здравственог стања због исцрпљености у току рата, са неким наставницима је требало да се политички ради, док је за друге требало стручно усавршавање, у складу са потребама нове наставе. Зато су се кроз наставу провлачила стара схватања и ненаучно тумачење наставног програма, нарочито историје и географије у појединим областима.
| Број ученика | Број одељења | Број учионица | Учионички простор у m² | Површина учионичког простора по 1 ученику у m² | Укупна површина школе у m² |
| ------------ | ------------ | ------------- | ---------------------- | ---------------------------------------------- | -------------------------- |
| 2.393        | 64           | 30            | 1.352                  | 0,44                                           | 1.530                      |

У шестој деценији 20. века са скоро 2.400 ђака школа је била најбројнија у граду Нишу, што је захтевало изградњу нових учионица и другог школског простора. У школском дворишту је прво изграђена монтажна барака са 10 учионица, потом је изнад фискултурне сала дограђен спрат са 4 учионице, а убрзо и нова двоспратна зграда у продужетку западног крила старе школске зграде, намењена за извођење предшколске наставе и продужени боравак основаца, са школском кухињом и другим пратећим просторијама. Након десетак година, због смањења броја ученика (прерасподелом ђака у друге новоизграђене школе у Нишу), те дотрајалости монтажне бараке, иста је порушена с краја седме деценије 20. века, а на том простору изграђено је спортско игралиште за мали фудбал и рукомет.

### Школа у 21. веку
Према летопису Основна школа „Вожд Карађорђе“, за школску 2012—2013. годину, настава је организована за 661 ученика у:
- 26 одељења од првог до осмог разреда, и то за 331 ученика од првог до четвртеог разреда и 328 ученика од петог до осмог разреда,
- две припремне предшколске групе, са 47 ученика
- две групе у продуженом боравку за први и други разред, са 43 ученика.

| Кадровска структура                       | Број ангажованих лица |
| ----------------------------------------- | --------------------- |
| На пословима директора                    | 1                     |
| На пословима секретара                    | 1                     |
| На административно финансијским пословима | 2                     |
| У предметној настави                      | 31                    |
| У разредној настави                       | 15                    |
| у предшколској групи                      | 2                     |
| На пословима стручни сарадник             | 5                     |
| На помоћним пословима                     | 10                    |
| Укупно                                    | 66                    |

Према летопису Основна школа „Вожд Карађорђе“, за школску 2015/2016. години школу је похађало 639 ученика распоређених у 27 одељења, и то:
- од 1. до 4. разреда - 305 ученика и
- од 5. до 8. разреда - 334 ученика.

Две предшколске групе бројале су 48 ученика, док је у продуженом боравку свакодневно боравило 44 ученика првог и другог разреда.
У школској 2021/2022. години школу је похађало 714 ученика и то:
- од 1. до 4. разреда 398 ученика,
- од 5. до 8 разреда 334 ученика .
- две предшколске групе са 56 ученика,
- у продуженом боравку у првом разреду 27+25 ученика,
- у другом разреду 29 ученика.

## Школска библиотека
Школа поседује велику библиотеку са читаоницом укупне површине од око 100 м². Поред књига, библиотека располаже рачунаром, пројектором и телевизором.
Простор библиотеке је функционално подељен на две целине:
- депо библиотеке, у коме се налази преко 20.000 књига,
- читаоницу,  простор у коме ученици могу да читају, раде домаће задатке, погледају неки филм или потраже информацију на интернету.